# Rasmus Bach
Rasmus Bach (* 22. Juli 1995) ist ein ehemaliger dänisch-australischer Basketballspieler.

## Werdegang
Bach wurde in Dänemark geboren, er wanderte mit seinen Eltern und seinem Bruder 1997 ins australische Brisbane aus. Beide Elternteile nahmen für Australien im Handball an den Olympischen Sommerspielen 2000 in Sydney teil. Er wuchs in Australien auf und begann dort als Kind mit dem Basketball. Zwischen 2005 und 2008 spielte er im Nachwuchs des Vereins Logan Thunder. Er erhielt neben der dänischen die australische Staatsangehörigkeit. Als Bach zwölf Jahre alt war, zog er mit seiner Familie von Australien in den US-Bundesstaat Texas, er spielte fortan Basketball an der Anderson High School in Austin.
2013 begann Bach ein Studium am Fort Lewis College im US-Bundesstaat Colorado. Mit der Basketballmannschaft der Hochschule nahm er am Wettkampfbetrieb der zweiten NCAA-Division teil. In der Saison 2013/14 bestritt Bach aufgrund einer Knieverletzung nur zwei Spiele, zwischen 2014 und 2018 kam er auf 125 Einsätze. Bach erzielte insgesamt einen Punkteschnitt von 14,5 Punkte je Begegnung.
Bach begann seine Laufbahn als Berufsbasketballspieler beim dänischen Erstligisten Randers Cimbria, bei dem er vom Beginn des Spieljahres 2018/19 bis Anfang Dezember 2020 unter Vertrag stand. Mit 12,5 Punkten je Begegnung erreichte Bach 2019/20 die besten statistischen Werte seiner Zeit in der dänischen Liga. Im Sommer 2020 erwogen Vereine aus Deutschland, Frankreich und Spanien, Bach als Neuzugang zu verpflichten. Er blieb zu Beginn der Saison 2020/21 zunächst in Randers, Mitte Dezember 2020 wurde Bach von den New Zealand Breakers unter Vertrag genommen und wechselte damit in die National Basketball League (NBL). Zur im Mai 2022 beginnenden Saison in der australischen Spielklasse NBL1 wechselte er zu seinem Jugendverein Logan Thunder.
Die Brisbane Bullets aus der NBL nahmen ihn im September 2022 als Ersatzspieler für die Saison 2022/23 unter Vertrag, der im Bedarfsfall beim verletzungsbedingten Ausfall eines anderen Spielers ins Aufgebot aufrücken kann. 2023 spielte er erneut für Logan Thunder, im Juni 2023 gab Bach seinen Rücktritt als Leistungssportler zurück.

### Nationalmannschaft
Bach wurde 2018 in die dänische Nationalmannschaft berufen, kam in der Auswahl aber nicht zum Einsatz.